# Herbert Bischoff (Gewerkschaftsfunktionär)
Herbert Bischoff (* 12. August 1931 in Sachsenbrunn, Kreis Hildburghausen) ist ein ehemaliger deutscher FDGB-Funktionär. Er war Vorsitzender des Zentralvorstandes der Gewerkschaft Kunst im FDGB.

## Leben
Bischoff, Sohn einer Arbeiterfamilie, besuchte die Volks- und Oberschule. Anschließend absolvierte er eine Lehre zum Verwaltungsangestellten beim Rat der Stadt Eisfeld (Thüringen) und arbeitete dann in diesem Beruf. 1948 wurde er Mitglied der FDJ, 1949 trat er der SED bei. 
1951/52 arbeitete er als Lehrer an der FDGB-Landesschule in Jena-Lobeda, dann 1952 als Lehrer an der Zentralschule Handel in Grünheide (Mark). 1953 wurde er wissenschaftlicher Mitarbeiter in der Bibliothek der Gewerkschaftshochschule „Fritz Heckert“ in Bernau bei Berlin. Von 1953 bis 1961 arbeitete er als wissenschaftlicher Assistent, Lehrer und Oberassistent an der Gewerkschaftshochschule. Zwischen 1958 und 1962 absolvierte er ein Fernstudium mit Abschluss als Diplom-Kulturwissenschaftler. 1962/63 war er wissenschaftlicher Mitarbeiter, dann von 1963 bis 1967 Institutsleiter sowie von 1968 bis 1970 Dozent und stellvertretenden Sektionsleiter an der Gewerkschaftshochschule. Im Oktober 1967 wurde Bischoff mit einer Arbeit über die Ruhrfestspiele am Institut für Gesellschaftswissenschaften beim ZK der SED zum Dr. phil. promoviert.
Im Januar 1971 wurde Bischoff zum Ersten Stellvertretenden, im Dezember 1974 zum amtierenden Vorsitzenden der Gewerkschaft Kunst. Von 1975 bis 1989 fungierte er als Vorsitzender der Gewerkschaft Kunst im FDGB. 
Von 1972 bis 1989 war er zudem Mitglied des Bundesvorstandes des FDGB, Mitglied des Präsidiums des Verbandes der Theaterschaffenden sowie Vizepräsident der Internationalen Föderation der Gewerkschaften der Beschäftigten in Film, Funk und Fernsehen.

## Schriften (Auswahl)
- Die kulturpolitische Bedeutung der Filmkunst, Die Arbeit der Gewerkschaften mit dem Film. Hochschule der deutschen Gewerkschaften „Fritz Heckert“, Bernau 1961.
- Kultur? Ruhrfestspiele im Dienste der NATO-Politik. Verlag Tribüne, Berlin 1962.
- Die kulturpolitische Bedeutung der Filmkunst. Die Geschichte des Films. Hochschule der deutschen Gewerkschaften „Fritz Heckert“, Bernau 1964.
- Handbuch für den Kulturfunktionär. 2. Auflage. Verlag Tribüne, Berlin 1965.
- Entwicklungsprobleme der Ruhrfestspiele. Unter Berücksichtigung von Aspekten einer demokratischen Alternative. Institut für Gesellschaftswissenschaften beim ZK der SED, Berlin 1967 (Dissertation).
- Quo vadis? Eine Betrachtung zu den Ruhrfestspielen. Verlag Tribüne, Berlin 1969.
- (zusammen mit Werner Otte): Probleme und Überlegungen zu einigen theoretischen und praktischen Fragen der Funktion der Gewerkschaften bei der Prognose, Planung und Leitung kultureller Prozesse im entwickelten gesellschaftlichen System des Sozialismus. Hochschule der deutschen Gewerkschaften „Fritz Heckert“, Berlin 1969.

## Auszeichnungen in der DDR
- Vaterländischer Verdienstorden in Bronze und in Silber (1981)
- Verdienstmedaille der DDR